# Накуру
Наку́ру (англ. Nakuru) — город на западе Кении.
Город Накуру находится на юго-западе Кении и являлся административным центром провинции Рифт-Валли (упразднена в 2013 году, с тех пор Накуру является административным центром одноимённого округа). Это четвёртый по величине город страны. Население Накуру на 2009 год составляет 307 990 человек. Расположен на высоте в 1952 метра над уровнем моря, на берегу озера Накуру, в восточной части Восточноафриканского рифта (Рифт-Валли).
Город был основан в 1904 году. В колониальные времена Накуру был заселён в основном белыми поселенцами, осевшими на так называемом Белом нагорье (White Highlands). Накуру является важным железнодорожным узлом: через него проходит линия, соединяющая Найроби с Угандой. В настоящее время Накуру — центр обширного сельскохозяйственного района.
Близ города расположены национальный парк Озеро Накуру, кратер вулкана Мененгаи и первобытная стоянка Хайракс-Хилл.

## Города-партнёры
- Ист-Ориндж, Нью-Джерси, США[3]